# Ferrovia Tosa Kuroshio linea Asa
La linea Asa (阿佐線?, Asa-sen) è una linea ferroviaria della Ferrovia Tosa Kuroshio situata nella prefettura di Kōchi, sull'isola Shikoku in Giappone. Collega la stazione di Gomen nella città di Nankoku con la stazione di Nahari nella città di Nahari per un totale di 42,7 km per questo è anche nota come Linea Gomen-Nahari (ごめん・なはり線?). Il simbolo del percorso per la numerazione delle stazioni è GN.

## Storia
La costruzione della linea iniziò nel marzo 1965 ma si interruppe nel 1981 a causa delle difficoltà finanziarie delle Ferrovie Nazionali Giapponesi. Nel 1986 venne fondata la Ferrovia Tosa Kuroshio che acquisì una licenza per gestire la linea Asa nel gennaio 1988 e iniziò la costruzione della linea, che venne aperta il 1º luglio 2002.

## Caratteristiche

### Linea
- lunghezza: 42,7 km
- scartamento: 1.067 mm
- numero di binari: binario unico

### Collegamenti
A Gomen, alcuni treni continuano sulla linea Dosan fino alla stazione di Kōchi.

## Stazioni
- I treni fermano in tutte le stazioni.
- I treni rapidi 
  - ● : ferma
  - ▼ : ferma solo un treno diretto ad Aki
  - | : passa

| Numero | Stazione                 | Giapponese     | Distanza | Rapido | Collegamenti            | Posizione | Posizione           |
| ------ | ------------------------ | -------------- | -------- | ------ | ----------------------- | --------- | ------------------- |
| GN40   | Gomen                    | 後免           | 0,0      | ●      | JR Shikoku: Linea Dosan | Nankoku   | Prefettura di Kōchi |
| GN39   | Gomenmachi               | 後免町         | 1,1      | ●      | Tram Kōchi: Linea Gomen | Nankoku   | Prefettura di Kōchi |
| GN38   | Tateda                   | 立田           | 2,9      | ｜     |                         | Nankoku   | Prefettura di Kōchi |
| GN37   | Noichi                   | のいち         | 5,7      | ●      |                         | Kōnan     | Prefettura di Kōchi |
| GN36   | Yoshikawa                | よしかわ       | 8,0      | ｜     |                         | Kōnan     | Prefettura di Kōchi |
| GN35   | Akaoka                   | あかおか       | 9,3      | ●      |                         | Kōnan     | Prefettura di Kōchi |
| GN34   | Kagami                   | 香我美         | 10,7     | ｜     |                         | Kōnan     | Prefettura di Kōchi |
| GN33   | Yasu                     | 夜須           | 12,4     | ●      |                         | Kōnan     | Prefettura di Kōchi |
| GN32   | Nishibun                 | 西分           | 16,4     | ▽      |                         | Geisei    | Prefettura di Kōchi |
| GN31   | Wajiki                   | 和食           | 18,2     | ●      |                         | Geisei    | Prefettura di Kōchi |
| GN30   | Akano                    | 赤野           | 19,6     | ▽      |                         | Aki       | Prefettura di Kōchi |
| GN29   | Ananai                   | 穴内           | 23,6     | ▽      |                         | Aki       | Prefettura di Kōchi |
| GN28   | Kyūjōmae                 | 球場前         | 26,2     | ●      |                         | Aki       | Prefettura di Kōchi |
| GN27-1 | Ospedale Generale di Aki | あき総合病院前 | 26,8     | ●      |                         | Aki       | Prefettura di Kōchi |
| GN27   | Aki                      | 安芸           | 27.7     | ●      |                         | Aki       | Prefettura di Kōchi |
| GN26   | Ioki                     | 伊尾木         | 30,4     | ●      |                         | Aki       | Prefettura di Kōchi |
| GN25   | Shimoyama                | 下山           | 34,7     | ●      |                         |           | Prefettura di Kōchi |
| GN24   | Tōnohama                 | 唐浜           | 37,0     | ●      |                         | Yasuda    | Prefettura di Kōchi |
| GN23   | Yasuda                   | 安田           | 38,7     | ●      |                         | Yasuda    | Prefettura di Kōchi |
| GN22   | Tano                     | 田野           | 41,5     | ●      |                         | Tano      | Prefettura di Kōchi |
| GN21   | Nahari                   | 奈半利         | 42,7     | ●      |                         | Nahari    | Prefettura di Kōchi |

## Materiale rotabile
Sulla linea viene utilizzata una flotta di 11 vagoni diesel multipli con carrozzeria in acciaio inossidabile della serie 9640 ("9640" può essere letto come "Kuroshio" in giapponese), tra cui due vagoni, 9640-1S e 9640-2S con estremità anteriori arrotondate con motivo a balena e un balcone di osservazione aperto su un lato.

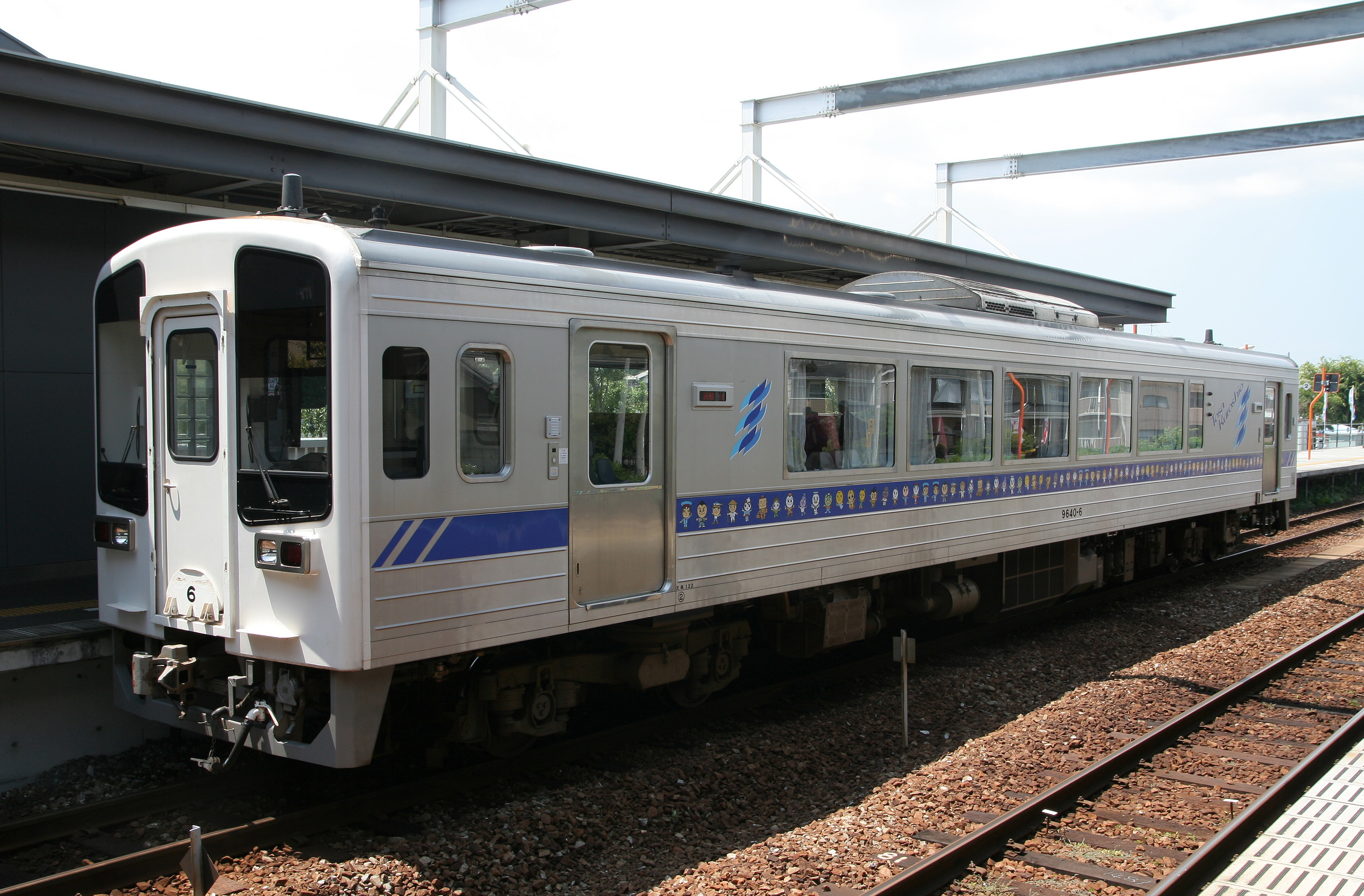
9640 serie 9640-6
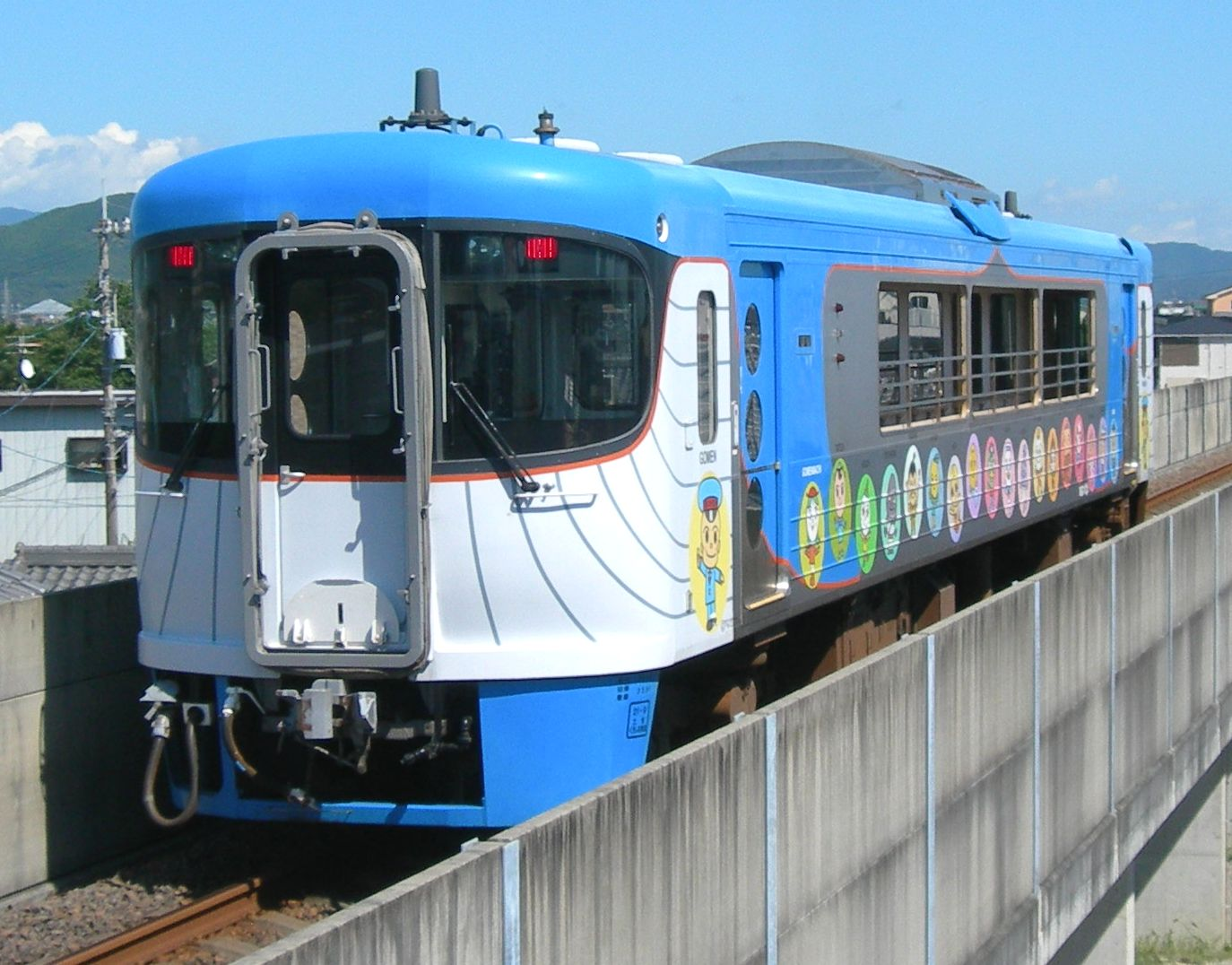
9640 serie 9640-1S
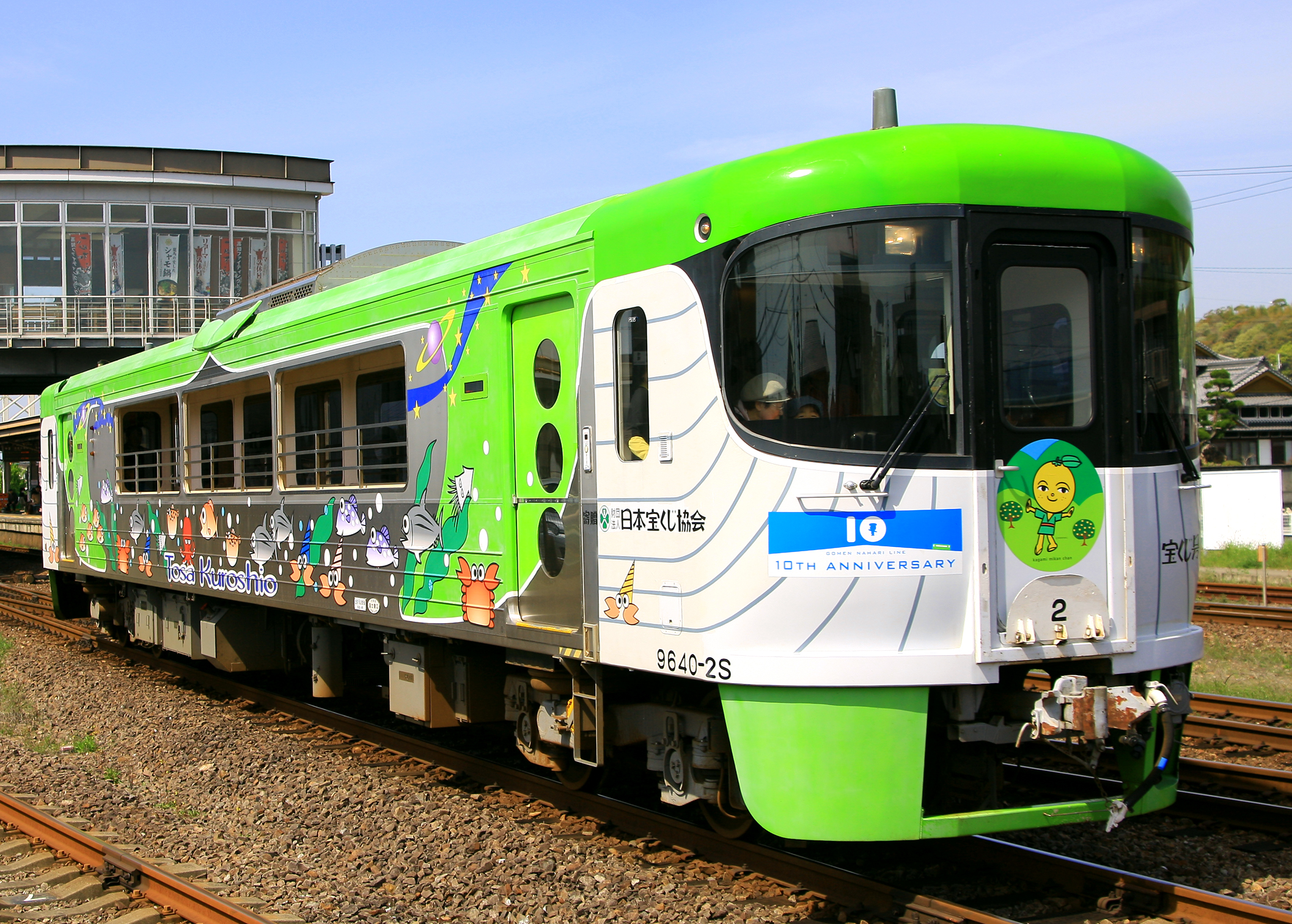
9640 serie 9640-2S